# Línea 76A (RTP)
La línea 76B del RTP de la Ciudad de México une Auditorio con el Centro Comercial Santa Fe. El tipo de servicio de la línea es de Expreso. Corre sobre la zona de Lomas de Chapultepec y Paseo de la Reforma

## Recorrido y paradas
Las paradas de la línea son:
| Paradas en sentido Auditorio a el Centro Comercial Santa Fe: |
| - Auditorio - Fuente de los Petróleos - Prado Norte - Prado Sur - Vertientes - Rivera de Cupia - Conafrut - Paseo de Tamarindos - Gasolinera Santa Fe - Sanborn's Santa Fe - Centro Comercial Santa Fe |

| Paradas en sentido Santa Fe a Acoxpa : |
| - Centro Comercial Santa Fe - Sanborn's Santa Fe - Universidad Iberoamericana - Banamex Santa Fe - Conafrut - Rivera de Cupia - Sierra Ixtlán - Prado Sur - Prado Norte - Montes Urales - Auditorio |